# محمدرضا رحیمی
محمّدرضا رحیمی (زادهٔ ۲۱ دی ۱۳۲۷)
سیاستمدار و حقوقدان ایرانی است که در دولت دهم به‌عنوان پنجمین معاون اول رئیس‌جمهور ایران به ریاست‌جمهوری محمود احمدی‌نژاد فعّالیت می‌کرد.
به نوشته سایت جنبش راه سبز، وی از قبل از انقلاب سال ۱۳۵۷ در سمت دادستان و بخشدار قروه فعالیت داشته که این سمت‌ها تا سال ۱۳۶۳ ادامه می‌یابد. به همین دلیل او از معدود مقاماتی است که از سال‌های قبل تا بعد از انقلاب، در سمت‌های مختلف در دولت‌های مختلف در سطح استانی و سپس در دولت‌های محمود احمدی‌نژاد در سطح عالی سمت داشته است.
گزارش‌های مختلف در رسانه‌های جناح اصولگرایان و جناح اصلاح‌طلبان پیرامون ارتباط گسترده وی با اختلاس در بیمه ایران، ابهام در برخی مدارک و عملکرد در انتخابات دوم خرداد ۱۳۷۶ منتشر گردیده است، اما در نهایت به رغم تبرئه از موضوع بیمه ایران در دیوان عالی کشور به خاطر دریافت مبالغی از افراد حقیقی و توزیع آن میان نامزدهای انتخاباتی مجرم شناخته شد و در روز ۲۶ بهمن سال ۱۳۹۳ به زندان رفت. هر چند پرونده تخلفات محمدرضا رحیمی ابعاد و گستره وسیعی داشت ولیکن سازمان‌های مختلف اطلاعاتی و امنیتی نظام منجمله وزارت اطلاعات و حفاظت اطلاعات کل قوه قضاییه درگیر این پرونده بوده و ماجراهای عجیبی از تخلفات مسئولین دولتی در آن ثبت و ضبط گردیده.</ref>رضا تقی‌آبادی این اتهام به لحاظ چگونگی و نحوه دادرسی همواره مورد مناقشه حقوقدانان و فعالان سیاسی بوده است و برخی دلایل آن را سیاسی می‌دانستند. از سوی دیگر، به دلیل مخالفت رحیمی با قرارداد کرسنت و نیز افشای دریافت پورسانت برخی سیاسیون در این قرارداد، بلافاصله پس از آغاز به کار دولت یازدهم مورد حملات رسانه‌ها قرار گرفت. در پی انتشار و افشای اسناد مربوط به پرونده کرسنت کوروش روشن وکیل و داماد محمدرضا رحیمی در دوم دی ماه نود و شش بازداشت شد.

## زندگی‌نامه
محمدرضا رحیمی در سال دی‌ماه ۱۳۲۷ در قروه واقع در استان کردستان زاده شد. وی تحصیلات ابتدایی و راهنمایی را در زادگاه خود و تحصیلات دوره دوم متوسطه را در شهر همدان گذراند و سپس در سال ۱۳۵۱ وارد دانشکده حقوق و علوم سیاسی دانشگاه تهران شد به تحصیل در رشته حقوق پرداخت. او از همان هنگام با شرکت در مجالس مذهبی و سیاسی وارد فضای سیاسی جامعه شد. او سابقه دادستانی در قروه و سنندج، ریاست انجمن شهر سنندج و ریاست دانشکده حقوق واحد تهران مرکز دانشگاه آزاد را هم داشته است.

## استانداری کردستان
وی در دولت دوم اکبر هاشمی رفسنجانی به مدت ۴ سال بین سال‌های ۱۳۷۲ تا ۱۳۷۶ سمت استاندار کردستان را برعهده داشت.

## مجلس شورای اسلامی

### دورهٔ دوم
وی در دوره دوم مجلس شورای اسلامی و از حوزه انتخابیه قروه و دهگلان با ۳۱٫۷۹۶ رأی یعنی ۷۳٫۸٪ درصد آرا توانست به مجلس راه یابد.
وی در این سال‌ها رئیس کمیسیون امور قضایی و حقوقی در سال اول، رئیس کمیسیون امور قضایی و حقوقی در سال سوم و رئیس کمیسیون امور قضایی و حقوقی در سال چهارم در مجلس شورای اسلامی بود.

### دورهٔ سوم
وی در دوره سوم مجلس شورای اسلامی نیز مجدداً از حوزه انتخابیه قروه و دهگلان با ۳۳٫۹۶۱ رأی یعنی ۵۳٫۱٪ درصد آرا پیروز انتخابات شد.

### دورهٔ چهارم
وی در دوره چهارم مجلس شورای اسلامی از حوزه انتخابیه سنندج، دیواندره و کامیاران، با ۴۳٫۰۲۱ رأی از میان ۱۰۷٫۶۶۶ رأی و درصد ۳۹٫۹٪ توانست برای سومین بار پیاپی به مجلس شورای اسلامی راه پیدا کند. وی یک سال بعد از آن از نمایندگی مجلس شورای اسلامی استعفا داد. او در این مدت در کمیسیون امور اداری و استخدامی، کمیسیون امور اداری و استخدامی و کمیسیون تحقیق فعالیت می‌کرده است.

## دیوان محاسبات کشور
او در فاصله سال‌های ۱۳۸۳ تا ۱۳۸۷، به مدت ۴ سال به‌عنوان رئیس کل دیوان محاسبات کشور مشغول به فعالیت بود. پس از او عبدالرضا رحمانی فضلی به این سمت منصوب شد.

## معاونت ریاست‌جمهوری

### معاون امور حقوقی و مجلس
رحیمی در دولت نهم در سال ۱۳۸۷ به سمت معاونت امور حقوقی و مجلس رئیس‌جمهور توسط محمود احمدی‌نژاد منصوب شد و تا سال ۱۳۸۸ به مدت ۱ سال این سمت را برعهده داشت و سپس با آغاز فعالیت دولت دهم به‌عنوان معاون اول رئیس‌جمهور ایران انتخاب شد.

### معاونت اول ریاست‌جمهوری
او در سال ۱۳۸۸ همزمان با آغاز فعالیت کاری دولت دوم محمود احمدی‌نژاد به‌عنوان پنجمین معاون اول رئیس‌جمهور ایران منصوب شد و تا پایان فعالیت این دولت در سال ۱۳۹۲ در این جایگاه فعالیت کرد.

## تألیفات
محمدرضا رحیمی علاوه بر فعالیت‌های اجرایی و مسئولیت‌های سیاسی دربارهٔ مباحث حقوقی، مسائل خاورمیانه و خوش‌نویسی دارای آثار و تألیفاتی به شرح ذیل است:
- زخم زمین، دربارهٔ تجاوز رژیم صهیونیستی به غزه[۱۱]
- سیر تاریخی تکوین سیاسی- عقیدتی اخوان‌المسلمین[۱۲]
- مطالعه تطبیقی حقوق بیگانگان در حقوق بین‌المللی و حقوق اسلامی[نیازمند منبع]
- دیباچه نام پروردگار (خوش نویسی)[۱۳]
- مشق بسم الله (خوش نویسی)[۱۴]
- مقاله تابعیت مضاعف[نیازمند منبع]

## حواشی
محمدرضا رحیمی برخلاف ۳ معاون اول سابق رئیس‌جمهور ایران (حسن حبیبی، محمدرضا عارف و پرویز داوودی) حاشیه‌هایی زیادی داشته و مخالفان متعددی دارد.
باهنر او را در ادعایی جنجالی بهترین معاون اول ادوار خوانده و گفته است: «از وقتی، معاون اول در قانون اساسی مطرح شد، ما ضمن احترام کامل به جناب آقای دکتر حبیبی که خداوند ان شاءالله سلامتشان بدارد و عمرشان را طولانی کند و همچنین آقای دکتر عارف و آقای دکتر داوودی که خوب کار کردند ولی من احساس می‌کنم که اجرایی‌ترین آنها آقای رحیمی است. او اجرا را بلد است» او همچنین مدعی شد توکلی که مهم‌ترین مخالف رحیمی در محافل سیاسی و رسانه ای در سالیان اخیر بوده است قبلاً بارها از مدیریت رحیمی تمجید کرده و معتقد بوده است باید اجازه بدهند رحیمی کارش را بکند.
- گفته می‌شود وقتی که هاشمی در زمان استانداری او به کردستان سفر کرد. رحیمی کشاورزان را مجبور کرد که ده‌ها تراکتور خود را به گونه‌ای پارک کنند که از بالا جمله «درود بر هاشمی» را شکل بدهند و در همین سفر نیز بر دستان هاشمی رفسنجانی بوسه زده بود. طرفداران احمدی‌نژاد در اعتراض به انتخاب رحیمی به حمایت او از هاشمی رفسنجانی در انتخابات ریاست‌جمهوری سال ۱۳۸۴ اشاره می‌کنند؛ این درحالی‌ست که یکی از مهم‌ترین دلایل موفقیت احمدی‌نژاد مخالفت‌های صریح او با هاشمی رفسنجانی است.[۱۸]
- وی در دولت هاشمی رفسنجانی استاندار کردستان بود. در رسانه‌های منتقد رحیمی بیان شده است در انتخابات دوم خرداد به غیر از استان مازندران (زادگاه ناطق نوری) استان کردستان تنها استان ایران بود که در آن آرا خاتمی از ناطق نوری کمتر بود. اصلاح‌طلبان دلیل برکناری او را در دولت بعد تقلب گسترده انتخاباتی در انتخابات دوم خرداد به نفع ناطق نوری عنوان می‌کنند. اما آمار وزارت کشور نشان می‌دهد که خاتمی در کردستان آراء بالایی (۸۰٪) داشته است و این تقلب نه در کردستان که در لرستان صورت پذیرفته است.[۱۹]
- در سال ۱۳۷۸ مؤسسه زبان سرا در تهران که خود را نماینده دانشگاه آکسفورد می‌دانسته اعلام می‌کند که قصد دارد نشانی موسوم به «یادبود نفیس آکسفورد» را به وی اهدا کند. الیاس نادران سندی را ارائه نموده که در حاشیه پیش‌نویس تقدیرنامه دانشگاه آکسفورد تذکر داده شده است بخش‌هایی از آن را تغییر دهد. متن دست‌نویس به این مضمون است: «این مؤسسه معمولاً هدیه خود را به رؤسای جمهور کشور تقدیم می‌کند… به پاس خدمات ارزشمند شما در استان کردستان». نادران می‌گوید که از رحیمی سؤال شده آیا دستخط کنار نامه مربوط به خود وی است که وی از پاسخگویی خودداری نموده است.[۲۰]
- رحیمی در سال ۱۳۸۵ در اجلاس سالانه مدیران دیوان محاسبات جملاتی را در مدح احمدی‌نژاد بر زبان آورد که جنجال زیادی آفرید. او گفته بود: «در سوریه یکی از مسلمانان به من گفت که من معتقدم اگر بنا بود بعد از پیامبر، پیامبری دیگر بیاید، آن احمدی‌نژاد بود. این ابراز احساسات برای ما افتخار بزرگی است و به برکت وجود شما، ما را مورد نوازش و احترام قرار می‌دادند»[۲۱] در پی این سخنان تعدادی از نماینده مجلس خواستار عزل رحیمی شدند. اما ارتباطات قوی او با نمایندگان منجر به اعلام حمایت ۲۲۰ نماینده مجلس از انتصاب او به معاونت حقوقی رئیس‌جمهور شد که تنها چندی بعد از این واقعه صورت گرفت. مشاور رحیمی در پاسخ به انتقاداتی که به این بهانه از رحیمی می‌شد به عملکرد دیوان محاسبات در دوران ریاست رحیمی اشاره کرد که به گفته او در طول ۶ ماه بیش از ۴ برابر عملکرد ۲۵ سال گذشته دیوان بوده است.[۲۲]
- محمدرضا رحیمی در ۱۸ مرداد ۱۳۸۹ در سخنانی یورو و دلار را نجس دانست و استرالیایی‌ها را گله‌دار خواند:[۲۳][۲۴]
- «دلار و یورو را از سبد ارزی خارج خواهیم کرد و جای آن ریال و پول هر کشوری که با ما همکاری کند را قرار می‌دهیم چرا که این ارزها را نجس می‌دانیم و نفت را هم به دلار و یورو نخواهیم فروخت چرا که اگر دلار و یورو شکسته شود آن‌ها شکست می‌خورند.»
- «توسعه و گسترش مواد مخدر ریشه در آموزه‌های غلط کتاب تلمود مربوط به صهیونیست‌ها است.»[۲۵]
- «۲۷ کشور اروپایی تحریم جدیدی علیه ایران انجام دادند و استرالیایی‌ها که یک مشت گله دار هستند نیز به آن‌ها پیوسته‌اند.»
- او در توصیف کشور انگلستان گفت: «این کشور هیچ ندارد و نه آدم‌هایش آدم و نه مسئولانش مسئول هستند و حتی منابع زیر زمینی ندارد و یک مشت خرفت هستند که مافیا بر آن‌ها حاکم است. ۵۰۰ سال دنیا را غارت کردند و جوانی که الان آمده است احمق‌تر از قبلی است و گویا خداوند آن‌ها را نوکر آمریکا و صهیونیست‌ها آفریده است.»

سفارت بریتانیا در واکنش به این سخنان با صدور بیانیه‌ای این‌گونه اظهار نظرات برای یک مقام عالی‌رتبه سیاسی را نامناسب خواند: «بیان این که بریتانیایی‌ها «آدم» نیستند و «خرفت» خطاب کردن آن‌ها مصداق نادیده انگاشتن کرامت انسان و سخنی است پوچ و نامعقول.»

### افشاگری در ماجرای کرسنت
قرارداد کرسنت بین شرکت اماراتی کرسنت پترولیوم با شرکت ملی نفت ایران در زمان وزارت بیژن زنگنه منعقد شد. اجرای این پروژه در سال ۱۳۸۴ با دلایل ارائه شده از سوی دیوان محاسبات ایران از جمله تغییر نیافتن بهای گاز صادراتی و ثابت ماندن آن در هفت سال اول اجرای قرارداد متوقف شد.
علی کردان در زمان حضورش در وزارت نفت در حال بررسی شرایط و رفع ابهامات و سوتفاهم‌های این قرار داد بود اما این موضوع بعدها اطلاعات محرمانه جلسه کردان با کرسنت، به روزنامه کیهان داده شد و کیهان در گزارشی آنرا مطرح کرد.

### مدرک تحصیلی
در مورد مدرک دکترای محمدرضا رحیمی شبهات زیادی مطرح شدهٰ اما در نهایت وزارت علوم، تحقیقات و فناوری در سال ۱۳۸۹ صحت مدرک فوق لیسانس و گذراندن آزمون جامع دکتری او را تأیید کرد.
مدرک او سابقاً با مدرک دکترای کردان مقایسه شده بود. علیرضا زاکانی در جریان جلسه استیضاح کردان و در واکنش به شکایت رحیمی از رسانه‌هایی که دربارهٔ مدرک کردان خبر منتشر کرده‌بودند، مدرک رحیمی را قُلِ دوم مدرک کردان توصیف کرده بود. در شهریور ۱۳۸۸ پس از درخواست الیاس نادران، دیگر نماینده اصول‌گرای مجلس هشتم، برای بررسی مدرک دکترای رحیمی، این درخواست مورد موافقت هیئت رئیسه مجلس قرار گرفت. احمد توکلی رئیس مرکز پژوهش‌های مجلس مدرک رحیمی را قطعاً مدرکی قلابی و مشابه مدرک کردان می‌داند. او همچنین از دروغگویی رحیمی در جریان مدرک کردان انتقاد کرده و از احمدی‌نژاد هم به دلیل انتخاب کسی که به گفته او «سوابق دروغگویی و سوء استفاده از قدرت و سوء استفاده از مدرک جعلی دارد» انتقاد کرده است. خود رحیمی یک‌بار در پاسخ به خبرنگاران در مورد مدرک دکترایش گفته بود: «مگر در مملکت هیچ مشکلی وجود ندارد که نماینده‌ها به دنبال اثبات جعلی بودن مدرک دکترای او هستند.»
رحیمی در واکنش به این انتقادات از الیاس نادران شکایت کرد و نادران به دلیل اتهام واردن به مدرک تحصیلی رحیمی در دادگاه محکوم شد. رحیمی بنا به خبری که بعدها منتشر شد در حضور وزیر علوم و رئیس کمیسیون آموزش مجلس از رساله دکتری خود دفاع کرد.
در مورد مدارک قبلی او نیز، مدرک لیسانس حقوق وی از دانشگاه تهران مورد تأیید همه است اما برخی نمایندگان مجلس در مورد مدرک کارشناسی ارشد او هم تردید نموده‌اند. اما هفته نامه پنجره خبری را منتشر کرده که غلامعباس توسلی از چهره‌های برجسته جریان ملی مذهبی استاد راهنمای وی در مقطع کارشناسی ارشد بوده است برخی خبرگزاری‌ها مدعی شدند که دکتر توسلی او را دانشجوی خوبی خوانده و مدرک دکترای او را بی‌اشکال اعلام کرده ولیکن وی ضمن تکذیب این مطلب تنها تأیید کرد که هزاران دانشجو طی نیم‌قرن پایان‌نامه‌های‌شان را به راهنمایی وی به پایان رسانده‌اند و رحیمی نیز یکی از آنان بوده است.

### اتهام دستبرد فکری
وبگاه کلمه «زخم زمین» یکی از چند کتاب چاپ شده توسط رحیمی را مورد نقد و بررسی قرار داده و ضمن زیر سؤال بردن نگارش کتاب توسط خود او وی را به دستبرد فکری در این کتاب متهم ساخته است. در بخشی از این مطلب آمده است: «در اولین فصل کتاب در بخشی با عنوان «صهیونیسم در یک نگاه»، در عرض سه صفحه ظهور اسلام را تشریح و با پرش از جنگ اول و دوم جهانی، به پست صهیونیسم می‌رسد (ص ۳۱). بگذریم که سراسر این قسمت رونویسی از مقاله و آثار دیگران است. نویسنده می‌کوشد شتابناک خود را به امروز برساند و در این مسیر قریب به اتفاق اسناد، روایات و وقایع را مخدوش نقل می‌کند. رحیمی یا هر کسی که این کتاب را برایش گردآوری کرده، اندکی حوصله به خرج نداده که به فراتر از ویکی‌پدیای فارسی مراجعه کند و حداقل اسم و فامیل ارجاعات را درست ذکر کند. بسیاری از منابع مورد ارجاع یا اصلاً وجود خارجی ندارند (مانند دکتر محمد ذاکریان در صفحه ۱۲۹)، یا ناقص‌اند (مانند مصاحبه حسین رنجبران با رسانه‌ها) یا مبهم‌اند (مانند رجوع کنید به شماره ۱۹۲۸۶ روزنامه کیهان) یا غلط درج شده‌اند (مانند تایپ غلط خود نوار غزه و بسیاری دیگر).»
در دوران شهرداری محمود احمدی‌نژاد پرونده‌ای پیرامون دستبرد فکری اختراع اتاق امن علیه مقامات شهرداری مطرح و نام احمدی‌نژاد را نیز در این دستبرد علمی مطرح شده بود.

### انتخابات دوم خرداد ۱۳۷۶
وبگاه کلمه نزدیک به میرحسین موسوی با بیان خاطره‌ای از دوره استانداری رحیمی در کردستان دربارهٔ عملکرد او در انتخابات دوم خرداد ۱۳۷۶ نوشته است: «یکی از مسئولان نظامی شهر که در عداد نخستین رأی‌دهنگان بود، روایت کرده که در همان اول صبح با صندوق پر از برگه مواجه شدیم و برگه‌مان را به زحمت در صندوق پر شده، جا کردیم! گفتنی است در انتخابات ریاست جمهوری دوم خرداد ۱۳۷۶، ناطق نوری علاوه بر زادگاه خود (مازندران) فقط در یک استان دیگر (کردستان) که رحیمی استاندارش بود بیش از سید محمد خاتمی رأی آورده بود! به روایت آن مقام با دیدن صندوق پر از برگه لبخندی بر سیمای رحیمی که در جایگاهی رفیع ایستاده بود هدیه کردم و محل رأی‌گیری را ترک کردم» نکته قابل توجه اینجاست که به رغم این خاطرات، آمارها نشان می‌دهد محمد خاتمی در آن انتخابات بیشترین آراء را در کردستان به دست آورد و احتمالاً این خاطرات مربوط به لرستان و دوره استانداری محمدی زاده است که در آنجا ناطق نوری ۱۰۲ درصد آراء شرکت کنندگان را به دست آورد!
برگزاری کنگره مشاهیر کرد در سنندج، راه‌اندازی بازارچه مرزی بانه و مریوان و تأسیس دانشگاه کردستان مهم‌ترین عملکرد رحیمی در دوره استانداری او دانسته شده است.
رسول منتجب‌نیا قائم مقام حزب اعتماد ملی گفته که در زمان استانداری رحیمی پوسترهای مستهجنی علیه خاتمی چاپ و منتشر می‌شود و بعد آن را به استانداری نسبت می‌دهد که این ماجرا پیگیری نمی‌شود و خاتمی به وکیل خود توصیه می‌کند که رضایت بدهد و شکایت را پیگیری نکند.

### اتهامات

#### اتهام پرداخت پول برای جلوگیری از استیضاح کردان
به گفته سایت اصولگرای الف، رحیمی آمر و طراح نقشه پرداخت چک ۵ میلیون تومانی به نمایندگان مجلس در ازای پس‌گیری استیضاح علی کردان بود که احمدی‌نژاد هم دستور رسیدگی و برخورد با عوامل آن را صادر کرد؛ و دکتر ناصر واقعی برخورد با عوامل را برعهده گرفت عامل اصلی این پرونده مدیرکل امور مجلس ریاست‌جمهوری (زیر نظر رحیمی) بود.

#### اتهامات مربوط به بیمه ایران
رحیمی در زمانی به عنوان معاون اول رئیس‌جمهور انتخاب شد که برخی از نمایندگان مجلس با پیگیری شکایت خود از وی بر این اعتقاد بودند که تخلفات وی بسیار است و اسناد آن موجود است. رحیمی در دیوان محاسبات کشور، یکی از مسئولان اخراج شده شرکت بیمه ایران را به عنوان بازرس همان شرکت بیمه تعیین کرد و در نتیجه گزارشی غلط وی به احمدی‌نژاد، وی دستور برکناری مدیرعامل و تمام هیئت مدیره اعضای شرکت بیمه ایران را داد. جهان نیوز نوشت: رد پای یکی از مسولان در باند فساد بیمه‌ای کرج دیده می‌شود، یک چهره جنجالی و مسوول که دارای اتهامات متعدد فساد مالی و سیاسی است و در حال حاضر دارای مسئولیت است، متهم به همکاری و شراکت با یک باند فساد مالی در بیمه شهرستان کرج است. سایت الف از قول احمد توکلی نیز نوشت: «جناب محمد رضا رحیمی، لابد اطلاع دارید آقایان جابر عبداللهی، حمزه‌نویس و مسعودی در چه شرایطی هستند. من به عنوان نماینده مردم شریف ایران انتظار دارم توضیح بفرمایید که چکهای چند میلیارد تومانی و چند صد میلیون تومانی که به حساب شما واریز شده است از چه حسابهایی و مربوط به چه افرادی است؟»
دو نامه‌ای که نمایندگان مجلس در اسفند ۱۳۸۸ (۲۱۶ نفر) و فروردین ۱۳۸۹ (۲۳۳ نفر) خطاب به رئیس قوه قضائیه در مورد پیگیری فساد اقتصادی نوشتند هم از سوی رسانه‌ها اشاره‌ای آشکار به رحیمی تعبیر شد. الیاس نادران در جلسهٔ علنی مجلس در مورد این نامه گفته بود: «آقای رحیمی رئیس حلقه فساد در خیابان فاطمی است که نسبت به جمع‌آوری منابع از محل منابع فاسد و توزیع آن تصمیم‌گیری می‌کرده است و اکنون تقریباً همهٔ اعضای این شبکه فاسد اقتصادی در خیابان فاطمی دستگیرشده‌اند الا معاون اول فعلی رئیس‌جمهور.» و مدعی بود که نمایندگان حامی رحیمی از میزان دخالت وی در این شبکه فساد باخبر نیستند. رحیمی نیز در سخنانی در میان کردها گفت که این اتهامات به دلیل کُرد بودن وی است.
همچنین، اوایل آذرماه سال ۱۳۸۹، صادق لاریجانی، رئیس قوه قضاییه، بدون نام بردن از افراد خاص، گفت که در پشت یک پرونده مربوط به یک اختلاس کلان، افراد مهمی قرار دارند. که بعدها طبق افشاگری انی کاظمی مشخص گردید پشت پرونده‌های علیه رحیمی شخصیت‌هایی چون طبری بوده‌اند که به دلیل اختلافات با احمدی‌نژاد، وی را قربانی کردند. او گفته بود: معاون اول سابق در زندان به دادستان وقت گفته بود که اگر به جای برخورد سیاسی واقعاً به دنبال مبارزه با فساد هستید همین اکبر⁧ طبری⁩ بیخ گوش شماست! نتیجه اینکه به خاطر توهین به طبری آنهم در زندان به ۶ ماه حبس بیشتر محکوم شد!
غلامحسین محسنی اژه‌ای دادستان کل کشور نیز خبر از بررسی قضایی اتهام فساد مالی که به محمدرضا رحیمی وارده شده داد و گفت که رحیمی پس از دریافت اظهارات سایر متهمان، به دستگاه قضایی احضار خواهد شد.
با اینحال محمود احمدی‌نژاد، این اتهامات در خصوص معاون اول خود را رد کرد و خود رحیمی نیز اظهارات اژه‌ای را غیرقانونی خواند و گفت: «تا احمدی‌نژاد رئیس‌جمهور است، من هم معاون اول ایشان خواهم ماند.» به گفته برخی ناظران، افزایش اتهامات متقابل مقامات قوه قضاییه و دولت علیه یکدیگر می‌تواند حاکی از تشدید اختلاف نظر در میان مقامات ارشد حکومت باشد که با بیرون راندن بسیاری از شخصیت‌های اصلاح طلب، به خصوص پس از انتخابات بحث‌برانگیز ریاست جمهوری در سال گذشته، همگی به عنوان اعضای جناح اصولگرا سمت‌های مهم حکومتی را در اختیار گرفته‌اند.
الیاس نادران در ۷ دی‌ماه ۱۳۸۹ ادعا کرد که محمدرضا رحیمی در اواخر دورهٔ مجلس هفتم در حالی که رئیس وقت دیوان محاسبات اداری بوده است صدها میلیون تومان پول بدون داشتن منبع مالی توزیع کرده است. طرح تحقیق و تفحص از عملکرد دیوان محاسبات در زمان تصدی وی در مجلس به رأی گذاشته شد، اما نمایندگان مجلس با آن مخالفت کردند. این طرح با اختلاف ۱۰ رأی به تصویب نرسید.

### محاکمه

#### آزادی باقرار وثیقهدر جریان پرونده بیمه ایران
همزمان با رسیدگی به پرونده اختلاس از بیمه ایران و استانداری تهران نام معاون اول رئیس‌جمهوری سابق بر سر زبان‌ها افتاد. بسیاری از متهمان پرونده اختلاس از بیمه ایران در حین برگزاری دادگاه اسم این فرد را به زبان آورده و اقدامات مجرمانه‌ای را به این فرد نسبت دادند. در این رهگذر بارها از دادستان عمومی و انقلاب تهران و همچنین دادستان کل کشور دربارهٔ سرنوشت رسیدگی به پرونده محمدرضا رحیمی سؤال پرسیده شد. مسئولان در پاسخ به این سؤالات خبر از در جریان بودن این پرونده می‌دادند اما هیچ‌کدام اطلاع روشنی از روند رسیدگی در اختیار رسانه‌ها قرار ندادند تا اینکه در ۱۴ دی ۱۳۹۲ عباس جعفری دولت‌آبادی، دادستان عمومی و انقلاب تهران در اطلاعیه‌ای که در آن مواردی از اظهارات مجرمانه علی مطهری را منعکس کرده بود آخرین وضعیت پرونده محمد رضا رحیمی را تشریح کرد. در این اطلاعیه دادستان تهران نوشت: «هم‌چنین ادعای وی (علی مطهری) مبنی بر این که «قوه قضاییه ما پس از گذشت بیش از چهار سال هنوز نتوانسته تکلیف معاون اول رئیس‌جمهور سابق را در پرونده بیمه ایران مشخص کند»، مبتنی بر کذب است؛ زیرا از آقای رحیمی تحقیق به عمل آمده و در حال حاضر این فرد با صدور قرار وثیقه مناسب و تأمین آن، آزاد می‌باشد.

#### ثبت نام در انتخابات ریاست جمهوری ۱۳۹۲
محمدرضا رحیمی در ۲۱ اردیبهشت ۹۲، آخرین روز ثبت نام انتخابات ریاست‌جمهوری ایران (۱۳۹۲) به وکالت محمدجعفر محمدزاده معاون مطبوعاتی وزارت ارشاد اسلامی در این انتخابات شرکت نمود. وی آخرین نفری بود که در مهلت ۵ روزه نام‌نویسی انتخابات یازدهمین دوره ریاست جمهوری و تنها ۵ دقیقه مانده به اتمام این مهلت از طرف موکل خود ثبت نام کرد. محمد رضا رحیمی در ۲۳ اردیبهشت ۹۲ از کاندیداتوری در انتخابات یازدهمین دوره ریاست جمهوری انصراف داد. او بعدها در نامه به احمدی‌نژاد نوشت که برخلاف میل باطلی انصراف داده است و علت کاندیداتوری خود در این دوره از انتخابات را مخالفت نمادین با حمایت احمدی‌نژاد از کاندیداتوری رحیم مشایی عنوان کرده بود.

#### تأیید حکم زندان و جزای نقدی در دیوان عالی کشور
سخنگوی قوه قضاییه در نشست خبری ۱۲ اسفند ۹۲ در پاسخ به سؤالی دربارهٔ صدور قرار مجرمیت یکی از مسوولان دولت سابق در پرونده‌های بیمه و ارز و وجود ۲۵ یا ۲۹ عنوان اتهامی برای او گفت که اصل موضوع صحیح است و قرار مجرمیت برای این فرد صادر شده است.
پرونده وی پیرامون تخلفات در شرکت بیمه ایران، بدواً در شعبه ۷۶ دادگاه کیفری استان تهران رسیدگی شد که هیئت قضایی این شعبه او را به ۱۵ سال حبس، پرداخت دو میلیارد و ۸۵۰ میلیون تومان رد مال و یک میلیارد تومان جزای نقدی محکوم کرده بودند.
ببا اعتراض وی پرونده به دیوان عالی کشور رفت که دیوان ضمن تبرئه رحیمی از پرونده بیمه ایران بخشی از محکومیت او را تأیید کرد و مجازات حبس وی را به ۵ سال و ۹۱ روز کاهش داد. خبر تأیید محکومیت وی در دیوان عالی کشور در روز ۱ بهمن ۱۳۹۳ توسط خبرگزاری ایسنا منتشر شد و روزنامه شرق در روز ۲ بهمن ۱۳۹۳ نوشت که اخبار تأیید نشده‌ای از انتقال وی به زندان اوین در ۱ بهمن حکایت دارد.
پس از تأیید حکم وی توسط قوه قضائیه، دفتر محمود احمدی‌نژاد با صدور بیانیه‌ای، مرتبط دانستن تخلفات محمدرضا رحیمی به دولت‌های نهم و دهم ایران را کاملاً بی‌پایه و اساس دانسته و تخلفات وی را محدود به سال‌های پیش از ورود رحیمی به کابینه احمدی‌نژاد و در زمان ریاست وی بر دیوان محاسبات کشور، محدود دانسته است و برخی گروه‌های سیاسی داخل ایران را متهم به جوسازی دولت‌های نهم و دهم ایران دانسته است.

### بیانیه دفتر احمدی‌نژاد و واکنش رحیمی
در پی محکومیت رحیمی معاون اول احمدی‌نژاد، دفتر وی در بیانیه‌ای مدعی شد که تخلفات رحیمی به دولت احمدی‌نژاد مربوط نیست و در سال‌های قبل از همکاری این دو صورت گرفته است. رحیمی نیز در بیانیه‌ای در پاسخ به احمدی‌نژاد به سوابق دیرینه دوستی میان شان پرداخت و نوشت: «مرا با شما دوستی و رفاقت دیرینه ایست که مربوط به سال‌های اخیر نیست. نیک می‌دانید و دیگران هم خوب است در این مجال مطلع شوند که رفاقت من و شما به سال‌های دوری بر می‌گردد که در کردستان و آذربایجان غربی بودید و سپس به اردبیل رفتید تا تقدیرمان این باشد که هر دو استانداری دولت ششم را تجربه کنیم. گذر زمان شما را به ریاست جمهوری و بنده را به خدمتگزاری در دیوان محاسبات کشور رساند.» در این بیانیه وی خود را مخالف برخی اقدامات احمدی‌نژاد معرفی کرده است. در این نامه همچنین به برخی رفتارهای خاص احمدی‌نژاد هم اشاره شده و آمده است: «هربار که به مشورت می‌نشستیم به سروش آسمانی کذایی بیشتر توجه می‌کردید تا مشورت‌های ناشی از تجربه‌های مختلف من.» وی همچنین در دفاع از خود پیرامون اتهامات گفته است: «همواره در آستانه برگزاری انتخابات مجلس، کمیته‌هایی برای برنامه‌ریزی و راهبری امر انتخابات توسط جریانات سیاسی تشکیل می‌گردد. در این راستا برای انتخابات مجلس هشتم نیز کمیته‌ای متشکل از برخی چهره‌های اصولگرا برگزار و بنا شد از کاندیداهای اصولگرا در سطح کشور از طریق کمک‌های غیردولتی پشتیبانی مالی شود. در میان افراد کمک‌کننده فردی به نام جابر ابدالی که از سوی برخی نمایندگان مجلس و مقامات قضایی و اجرایی به اینجانب معرفی شده بود، برای کمک اعلام آمادگی نمود. بنده نیز به واسطه حساسیت و اطمینان خاطر از سالم بودن کمک‌های نامبرده همچون سایر موارد در خصوص ایشان از طریق حراست دیوان محاسبات از مجاری ذی‌صلاح، در خصوص وی استعلام کردم که پس از اطمینان و پاسخ مثبت که اسناد آن ضمیمه پرونده است، برای دریافت کمک از وی اعلام آمادگی نمودیم و از وی خواستیم که به کاندیداهایی که ما معرفی می‌کنیم از محل حساب شخصی و با چک بانکی خودش کمک کند. در نهایت نامبرده مجموعاً یک میلیارد و دویست میلیون تومان را به این امر اختصاص داد و البته کلیه اسناد و کپی چک‌های صادره که به قریب ۱۷۰نفر از کاندیداهای مجلس هشتم پرداخت شده است در پرونده ثبت و ضبط است و همه آن به مصرف انتخابات رسید؛ بنابراین کل این مبلغ یک میلیارد و دویست میلیون تومان بوده و عیناً به حساب نامزدها پرداخت شده است.»
رحیمی در نامه به احمدی‌نژاد تلویحاً از او اعلام برائت کرد و نوشت:
نامه به احمدی‌نژاد

گیریم که امروز در منظر مردم محکوم و در آینده نیز با استناد به همین اخبار و اطلاعات آمیخته حق و باطل و منازعات دور از حق و عدالت اصلاح طلب و اصول گرا، تاریخ را نیز اینگونه نوشتند، اما دیر نخواهد بود که روزنامه اعمال ما نزد خدای متعال گشوده می‌شود و حق و باطل نمایان می‌گردد. از آنکه جاهل است یا مغرض است، توقع یا اعتراضی ندارم. بر رسانه ملی که با تغییرات جدید متأسفانه در پی جلب و جذب مخاطب به هر قیمتی، برآمده و به بهانه تبیین راهکار مبارزه با مفاسد اقتصادی، میدان‌هایی فراخ برای عقده گشایی علیه ارگان‌ها و نهادهای انقلابی و تریبونی برای تطهیر فتنه گران فراهم می‌آورد، هرجی نیست. اما از دوستی که از ۵ سال پیش در جریان رنج‌هایی که بر خود و خانواده‌ام رفته است، و از نزدیک اشک دختران، رنجوری همسر، سکته منجر به مرگ مادر، سکته خواهری که افتخار دارد شهیدی را نثار انقلاب اسلامی کرده است و اشک چشم برادری که هنوز از ترکش خصم التیام نیافته است را دیده، و من بخاطر تداوم دوستی با او از خودگذشتگی‌ها کرده‌ام و تا امروز که بیانیه دو پهلویش را در دفاع از خودش دیدم، کلامی در تضعیفش بر زبان نیاورده‌ام، این انتظار نمی‌رفت که از مضمون بیانیه دو صفحه‌ای اش، جز برائت از رحیمی، استنباط نشود.

### بازداشت، زندان و آزادی
سرانجام با توجه به قطعیت حکم محکومیت محمدرضا رحیمی دایر بر تحمل ۵ سال و ۹۱ روز حبس، سرپرست اجرای احکام دادسرای کارکنان دولت ابتدا او را جهت اجرای حکم احضار نمود و روز بعد با استنکاف نامبرده از معرفی خود وی دستور اجرای حکم حبس را از طریق نیروی انتظامی صادر کرد. بر این اساس مأموران پلیس در تاریخ ۲۶ بهمن ۹۳ با حضور در محل سکونت محکوم علیه وی را فراخوانده و پس از تفهیم موضوع اجرای حکم، نامبرده جهت تحمل حبس به زندان اوین تحویل دادند.

#### مرخصی‌های از زندان و وضعیت در زندان
وبسایت کلمه در ۸ اسفند ۱۳۹۳ نوشت محمدرضا رحیمی در طبقه اول ساختمان معروف به اندرزگاه ۹ (بند ۲۴۱) که در اختیار حفاظت اطلاعات قوه قضاییه است نگهداری می‌شده است»
مرخصی محمد رضا رحیمی برای عیادت از همسر بیمارش جنجالی شد. مجامع قضایی دربارهٔ این مرخصی بیان کردند بر اساس نظریه پزشکی و ضرورت حضور وی در بیمارستان و تأیید دادستان به مرخصی آمده که این مرخصی موقتی است و هر کسی هم که از زندان بیرون برود (مرخصی برود) تضمین لازم گرفته می‌شود و نوع تضمین نیز بستگی به نظر قاضی دارد. همسر محمد رضا رحیمی در تاریخ بیست و چهارم خرداد ۱۳۹۴ در گذشت

### آزادی
رحیمی سرانجام در تاریخ ۲۸ اسفند ۹۶، سه سال ۳۲ روز پس از زندانی شدن، به دلایل آنچه که رفتار خوب در زندان گفته شد و پس از نامه چند تن از سران کشور به رهبری از زندان آزاد شد.